# 尕迪盖尔人
尕迪盖尔人 (英文：Gadigal/Cadigal/Caddiegal)，是澳大利亚原住民的一个部族。尕迪盖尔人的传统居住地位于现如今澳大利亚新南威尔士州悉尼市。

## 名称
尕迪盖尔人称他们的所居住的土地为“尕迪”（Gadi） 。新南威尔士殖民地的第一位总督，澳洲殖民的先驱者亚瑟·菲利普在1790年2月写给悉尼勋爵 (Lord Sydney) 的一封信中曾写道：“从（悉尼港）港口入口处沿着南岸到毗邻这个定居点的海湾的地区称为尕迪 (Cadi)，当地的部落（自称）尕迪盖尔 (Cadigal) ，部落里的女人（自称）尕迪盖伦 (Cadigalleon)”。 

## 前殖民时期
由于尕迪盖尔人世世代代沿海而居，从大海中寻找大部分的食物来源也是他们祖祖辈辈赖以生存的手段。尕迪盖尔人与其他生活中悉尼沿海的六个部落一起使用一门共同语言——达鲁格语。在达鲁格语中，这七个部族组成一个名叫“俄欧拉”的国家 (Eora)。 “俄欧拉”在达鲁格语中指的是“人”的意思。 
尕迪盖尔人最初居住的地区位于现如今的杰克逊港南部，面积上不仅基本覆盖了今天的悉尼中央商务区，其南端还一直延伸到如今的库克斯河 (Cooks River)。这片土地上最著名的历史地标当属如今的悉尼湾，即英国殖民者在澳洲大陆竖起第一面英国国旗以宣示殖民开始的地方。
现如今游人如织的达令港也曾经是尕迪盖尔人的居住地之一 。

## 殖民时期
1779年，抵达杰克逊港后不久后的时任总督阿瑟·菲利普估算该地区的原住民总人口约为 1,500 人。同一批殖民者也在记载中留下了低至 200 人，高至 4,000 人的估计。 作为七个部族的一支，尕迪盖尔人的总数在当时估计有 50-80 人。 然而，伴随着殖民者的大肆开发，大多数的尕迪盖尔人都被迫在于后的年头里离开了他们曾经世世代代居住的传统土地。 
随着英国殖民者对这片土地的殖民统治，包括天花在内的传染病也在随后几年开始传入。这些传染病导致尕迪盖尔人和他们的邻居大量死亡。据估计，1789年灾难性的天花疫情导致当地土著居民人口的 53% 死亡   。

## 脚注
1. ↑  据研究，此次天花爆发确最可能从外部传入而非发源于澳洲本地。(Warren 2013，第68–86頁)[9]